# Conus lividus
El Conus philippii es una especie de caracol de mar, un molusco gasterópodo marino en la familia Conidae, los caracoles cono y sus aliados.
Estos caracoles son depredadores y venenosos. Son capaces de "picar" a los seres humanos y seres vivos, por lo que debe ser manipulado con cuidado o no hacerlo en absoluto.

## Descripción
El tamaño de la concha del adulto varía entre 25 mm y 81 mm. La aguja está coronada con depresión cónica. La mitad inferior del cuerpo espiral es distantemente estriado, y las estrías poco granulosas. El color de la concha es amarillo claro o oliváceo a marrón anaranjado. Los tubérculos de la aguja y una banda por debajo de la espaldilla, así como una banda central en el cuerpo espiral, son blancas. La base y el interior son violáceas. El sentido de giro del crecimiento de la concha es dextrógiro. La epidermis es un poco acolchada en distantes series giratorias.

## Distribución
Este caracol cono tiene una distribución muy amplia. Se encuentra en el Mar Rojo, en el Océano Índico a lo largo de Aldabra, Chagos, cuenca de Mascareñas, Mauricio, Mozambique, Tanzania y la costa oeste de Sudáfrica, y en todo el Océano Pacífico.

## Galería

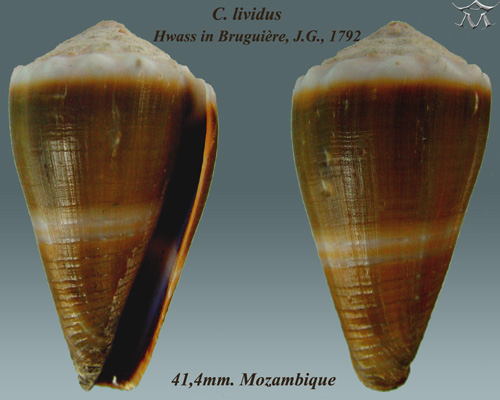
Conus lividus Hwass in Bruguière, J.G., 1792
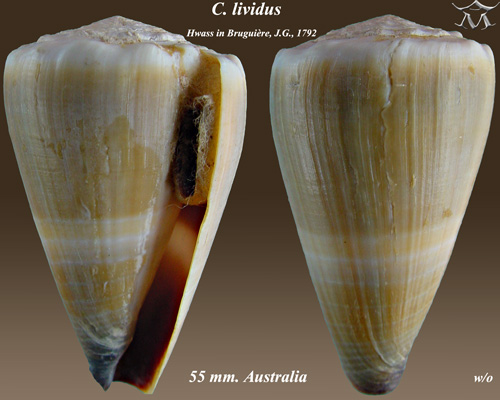
Conus lividus Hwass in Bruguière, J.G., 1792
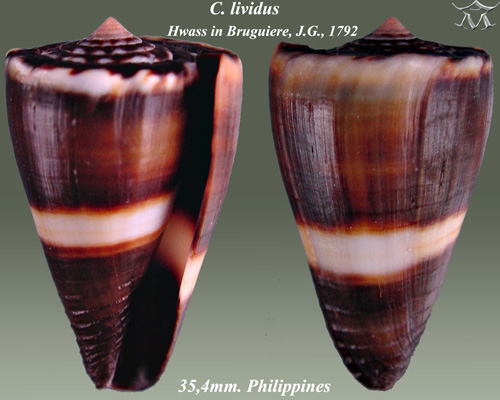
Conus lividus Hwass in Bruguière, J.G., 1792
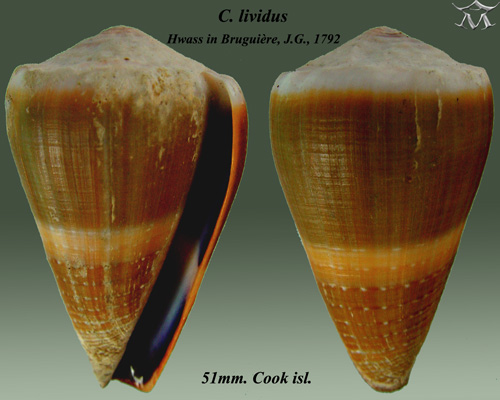
Conus lividus Hwass in Bruguière, J.G., 1792